# Лисе (Орловська область)
Лисе (рос. Лысое) — село у Дмитровському районі Орловської області Російської Федерації.
Населення становить 15 осіб. Входить до муніципального утворення Бородинське сільське поселення.

## Історія
Населений пункт розташований у межах Чорнозем'я та історичного Дикого Поля. 30 липня 1928 року у складі Орловського округу Центрально-Чорноземної області, 13 червня 1934 року після ліквідації Центрально-Чорноземної області населений пункт увійшов до складу новоствореної Курської області.
З 27 вересня 1937 року район у складі новоствореної Орловської області.
Від 2013 року входить до муніципального утворення Бородинське сільське поселення.

## Населення
| 1853 | 1866 | 1877 | 1897 | 1926 | 1979 | 2002 |
| ---- | ---- | ---- | ---- | ---- | ---- | ---- |
| 684  | ↗727 | ↗777 | ↗829 | ↘727 | ↘85  | ↘37  |
| 2010 |      |      |      |      |      |      |
| ↘15  |      |      |      |      |      |      |